# Saison 2 de Falling Skies
Chronologie
Saison 1 Saison 3
Cet article présente les dix épisodes de la deuxième saison de la série télévisée américaine Falling Skies.

## Synopsis
Trois mois se sont écoulés. Tom a été retenu captif par les Aliens. Il est finalement libéré et parvient à rejoindre la seconde division. Le retour de Tom en réjouit certains comme ses fils ou encore le Dr Glass, cependant d'autres ne sont pas vraiment enchantés de son retour. Les survivants font la connaissance d'Avery qui leur apportera un nouvel espoir pour la reconstruction des États-Unis. En effet, à Charleston, en Caroline du sud, d'autres résistants tentent d'installer un gouvernement provisoire. Weaver et Tom décident de s'y rendre.

## Distribution

### Acteurs principaux
- Noah Wyle (VF : Éric Missoffe) : Tom Mason
- Moon Bloodgood (VF : Marie Zidi) : Anne Glass
- Drew Roy (VF : Alexandre Gillet) : Hal Mason
- Maxim Knight (en) (VF : Valentin Cherbuy) : Matt Mason
- Seychelle Gabriel (VF : Marie Tirmont) : Lourdes Delgado
- Peter Shinkoda (VF : Yann Guillemot) : Dai
- Mpho Koaho (en) (VF : Jean-Baptiste Anoumon) : Anthony
- Sarah Carter (VF : Laura Blanc) : Margaret
- Colin Cunningham (VF : Boris Rehlinger) : John Pope
- Connor Jessup (VF : Nathanel Alimi) : Ben
- Will Patton (VF : Patrick Béthune) : Weaver

### Acteurs récurrents
- Jessy Schram (VF : Sandra Valentin) : Karen Nadler
- Brandon Jay McLaren : Jamil Dexter
- Ryan Robbins (VF : Fabrice Lelyon) : Tector
- Dale Dye (VF : Frédéric Cerdal) : colonel Porter
- Brad Kelly : Lyle
- Luciana Carro : Crazy Lee

### Invités
- Dylan Authors (VF : Thomas Sagols) : Jimmy Boland (épisodes 1, 2 et 3)
- Camille Sullivan (VF : Anne Massoteau) : Avery (épisode 3)
- Laci J Mailey (VF : Leslie Lipkins) : Jeanne (épisodes 4, 9 et 10)
- Daniyah Ysrayl (VF : Gabriel Bismuth-Bienaimé) : Rick (épisode 5)
- Terry O'Quinn (VF : Michel Le Royer) : le professeur Arthur Manchester, le mentor de Tom Mason (épisodes 9 et 10)

## Production

### Casting
Les acteurs Jessy Schram et Dylan Authors ne font plus partie du générique comme acteurs principaux.

## Liste des épisodes

### Épisode 1:Cessez le feu
- États-Unis : 17 juin 2012 sur TNT[2]
- France : 17 juillet 2012 sur Orange Cinémax[3],[4]
- Québec : 4 mars 2013 sur Ztélé

- États-Unis : 4,46 millions de téléspectateurs[5] (première diffusion)

- Dylan Authors (Jimmy Boland)

### Épisode 2:Rendez-vous sur l'autre rive
- États-Unis : 17 juin 2012 sur TNT[2]
- France :17 juillet 2012 sur Orange Cinémax[3],[4]
- Québec : 11 mars 2013 sur Ztélé

- États-Unis : 4,46 millions de téléspectateurs[5] (première diffusion)

- Dylan Authors (Jimmy Boland)

### Épisode 3:La Boussole
- États-Unis : 24 juin 2012 sur TNT
- France : 24 juillet 2012 sur Orange Cinémax[4]
- Québec : 18 mars 2013 sur Ztélé

- États-Unis : 3,81 millions de téléspectateurs[6] (première diffusion)

- Dylan Authors (Jimmy Boland)
- Camille Sullivan (Avery)

### Épisode 4:Sang neuf
- États-Unis : 1er juillet 2012 sur TNT
- France : 31 juillet 2012 sur Orange Cinémax[4]
- Québec : 25 mars 2013 sur Ztélé

- États-Unis : 3,39 millions de téléspectateurs[7] (première diffusion)

- Laci J Mailey (Jeanne)

### Épisode 5:Amour et Autres Actes de courage
- États-Unis : 8 juillet 2012 sur TNT
- France : 7 août 2012 sur Orange Cinémax[4]
- Québec : 1er avril 2013 sur Ztélé

- États-Unis : 3,64 millions de téléspectateurs[8] (première diffusion)

- Daniyah Ysrayl (Rick)

### Épisode 6:Les Liens du harnais
- États-Unis : 15 juillet 2012 sur TNT
- France : 14 août 2012 sur Orange Cinémax[4]
- Québec : 8 avril 2013 sur Ztélé

- États-Unis : 3,61 millions de téléspectateurs[9] (première diffusion)

### Épisode 7:La Négociation
- États-Unis : 22 juillet 2012 sur TNT
- France : 21 août 2012 sur Orange Cinémax[4]
- Québec : 15 avril 2013 sur Ztélé

- États-Unis : 3,45 millions de téléspectateurs[10] (première diffusion)

### Épisode 8:Le Convoi de la mort
- États-Unis : 5 août 2012 sur TNT
- France : 28 août 2012 sur Orange Cinémax[4]
- Québec : 22 avril 2013 sur Ztélé

- États-Unis : 3,34 millions de téléspectateurs[11] (première diffusion)

### Épisode 9:La Nouvelle Démocratie
- États-Unis : 12 août 2012 sur TNT
- France : 4 septembre 2012 sur Orange Cinémax[4]
- Québec : 29 avril 2013 sur Ztélé

- États-Unis : 3,46 millions de téléspectateurs[12] (première diffusion)

- Terry O'Quinn (Arthur Manchester)
- Laci J Mailey (Jeanne)

### Épisode 10:Une union plus parfaite
- États-Unis : 19 août 2012 sur TNT
- France : 11 septembre 2012 sur Orange Cinémax[4]
- Québec : 6 mai 2013 sur Ztélé

- États-Unis : 3,84 millions de téléspectateurs[13] (première diffusion)

- Terry O'Quinn (Arthur Manchester)
- Laci J Mailey (Jeanne)